# Hans Mont

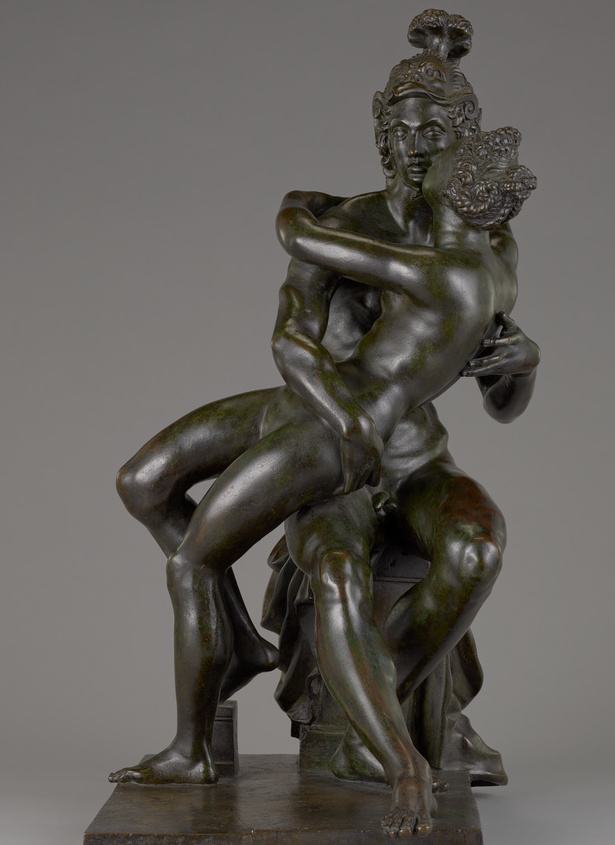
Bronzen groep van Venus en Mars, toegeschreven aan Hans Mont (Getty Center, Los Angeles)

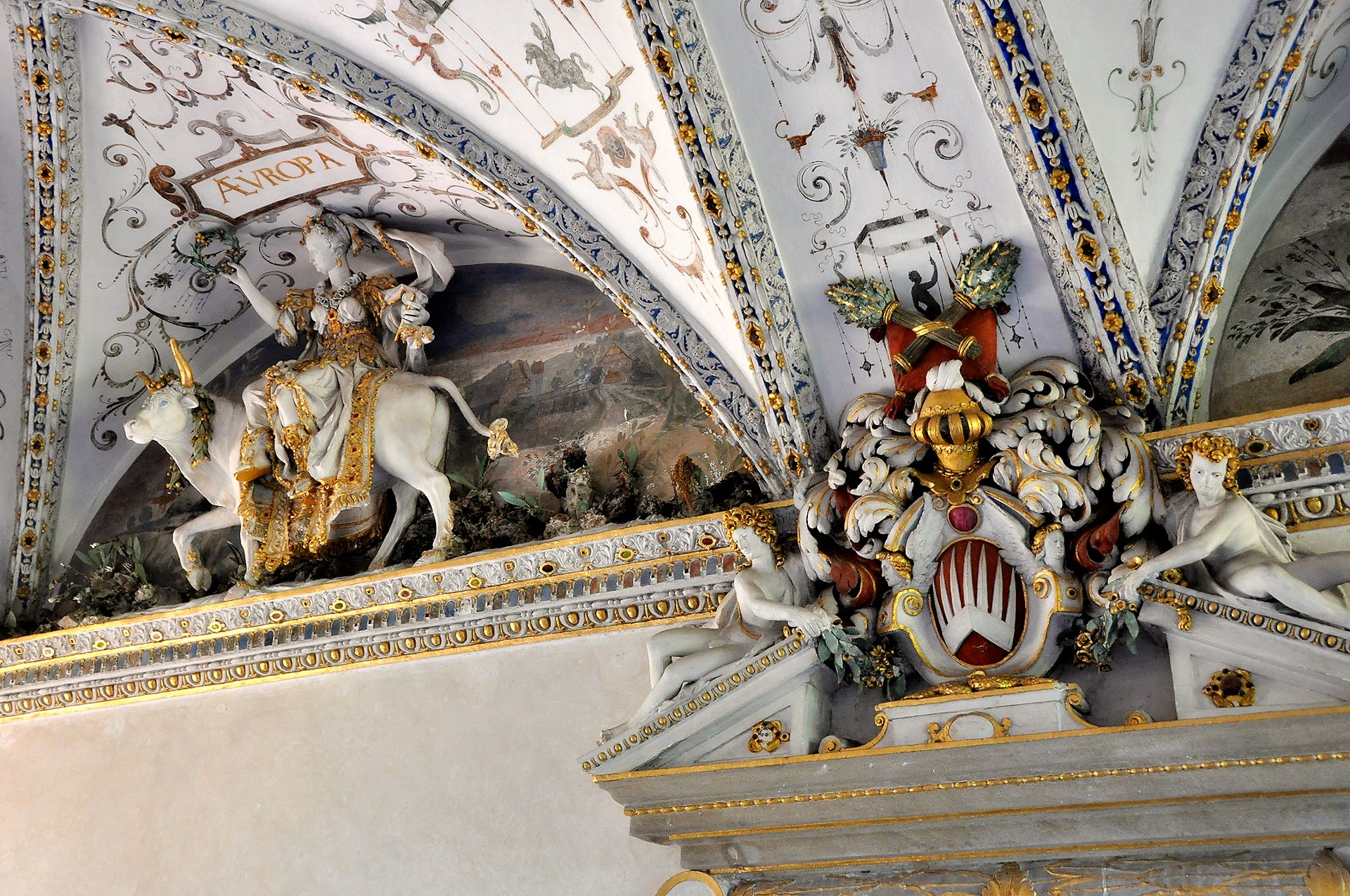
Monts Europa in het kasteel van Bučovice

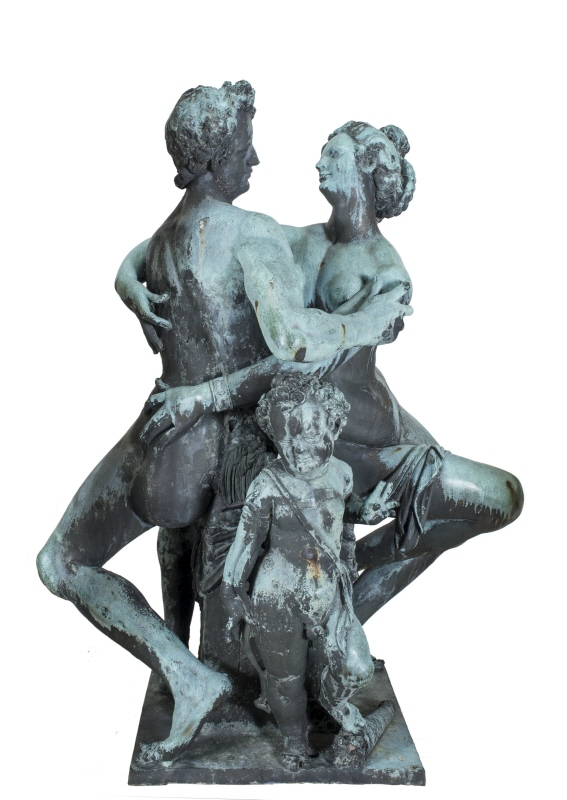
Groep met Venus, Adonis en Cupido. Hij bevindt zich in het Nationalmuseum maar vertoont sporen van een lang verblijf in de tuin van het Koninklijk domein Drottningholm.

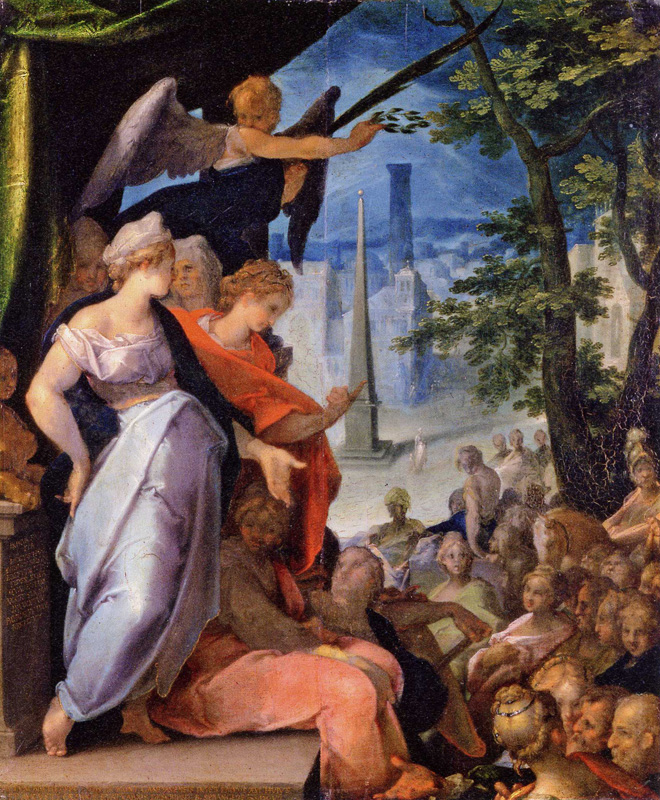
Allegorie op het lot van Hans Mont (1607)

Hans Mont of Johannes (Jan) de Mont (Gent, ca. 1546 — Ulm?, na 1582) was een Vlaamse beeldhouwer, architect, schilder en tekenaar. Hij werkte in de stijl van het maniërisme. Hoewel hij keizerlijke opdrachten had, is weinig van zijn oeuvre overgeleverd en bestaat het bijna volledig uit toeschrijvingen. Slechts een tweetal gemonogrammeerde tekeningen behoren onbetwistbaar tot zijn oeuvre.

## Leven
Min of meer uit het niets duikt Mont rond 1570 op in Rome in de omgeving van de Antwerpse schilder Bartholomeus Spranger, met wie hij bevriend was. Naar goede gewoonte lieten ze beiden hun naam achter op het Domus Aurea, waarvan ze de grotesken bestudeerden. In 1572 was Mont in Firenze om onder Giambologna te werken aan de Fontana dell'Oceano in de Boboli-tuinen (een Neptunus omringd door de Nijl, de Eufraat en de Ganges). Giambologna omringde zich graag met assistenten uit de Nederlanden en Karel van Mander, die Mont kende sinds zijn jeugd, noemt hem zelfs Giambologna's discipel. Toen keizer Maximiliaan II de meester vroeg zijn hofbeeldhouwer te worden, sloeg Giambologna het aanbod af en stuurde hij Mont en Spranger met een aanbeveling naar Wenen. Van Mander stelt dat Spranger nooit uit Rome zou zijn vertrokken zonder de aandrang van zijn vriend Mont. 
De twee reisden af in 1573 en maakten in opdracht van de keizer muur- en plafonddecoratie voor het lustslot Neugebäude (Fasangarten). Mont creëerde vooral grote figuren in stucco. Het duo verkreeg in 1575 een vaste aanstelling aan het hof, maar het jaar daarop stierf Maximiliaan. Voor de intrede van zijn opvolger keizer Rudolf II in Wenen werkten Mont en Spranger in 1577 met Van Mander aan een grote ereboog. In het Schilder-boeck is vermeld dat de sculpturen van Mont uit stucco en aardewerk waren gemaakt. 
In 1578 volgden Mont en Spranger Rudolf naar Praag, waar ze losse opdrachten deden voor de burcht. Naar alle waarschijnlijkheid maakte Mont ook de gestucte sculpturen in de keizerlijke hal van het kasteel van Bučovice. In een geschrift had Rudolf in januari 1579 laten weten dat de kunstenaars vooralsnog onvoldoende hadden laten zien om een vaste betrekking aan zijn hof te bekomen. Volgens Van Mander kreeg Mont er genoeg van, vertrok hij zonder waarschuwing en zou hij zich volgens de laatste berichten in het Ottomaanse Rijk bevinden of moslim zijn geworden. Hoewel uit meerdere bronnen blijkt dat Mont een ongedurig en rebels karakter had, is de versie opgetekend door de koopman Hans Ulrich Krafft misschien geloofwaardiger: de beeldhouwer verloor in 1580 een oog bij het kaatsen en moest van de ene dag op de andere zijn beroep opgeven. Hij schijnt zich dan te hebben toegelegd op de bouwkunst. Krafft ontmoette hem in Ulm, waar hij gedurende twee jaar aan de vestingen werkte, en later in Kempten. Mont zou toen op weg zijn geweest naar Italië. 
Het laatste spoor is een allegorisch schilderij dat zijn vriend Spranger in 1607 aan hem wijdde. Het doek bevat enkele Latijnse opschriften die echter hun betekenis niet volledig prijsgeven. Mogelijk is het gemaakt voor de vreemdelingenkerk waarvan ze lid waren, al dan niet ter gelegenheid van Monts overlijden.

## Werk
De volgende beeldengroepen worden aan Mont toegeschreven:
- Venus en Mars, brons (Getty Center, Los Angeles)
- Venus en Mars, marmer (Schwarzenberský Palác, Narodni Gallerija, Praag)
- Venus en Adonis, brons (Nationalmuseum, Stockholm)
- Gestucte sculpturen in de keizerlijke hal van het kasteel van Bučovice (Europa en de stier, ruiterstandbeeld van keizer Karel V, Mars en Diana)

In het Kunsthistorisches Museum van Wenen zijn enkele restanten van de Fasangarten bewaard (wandfonteinen), die mogelijk het werk zijn van Mont.